# Josef Blaas

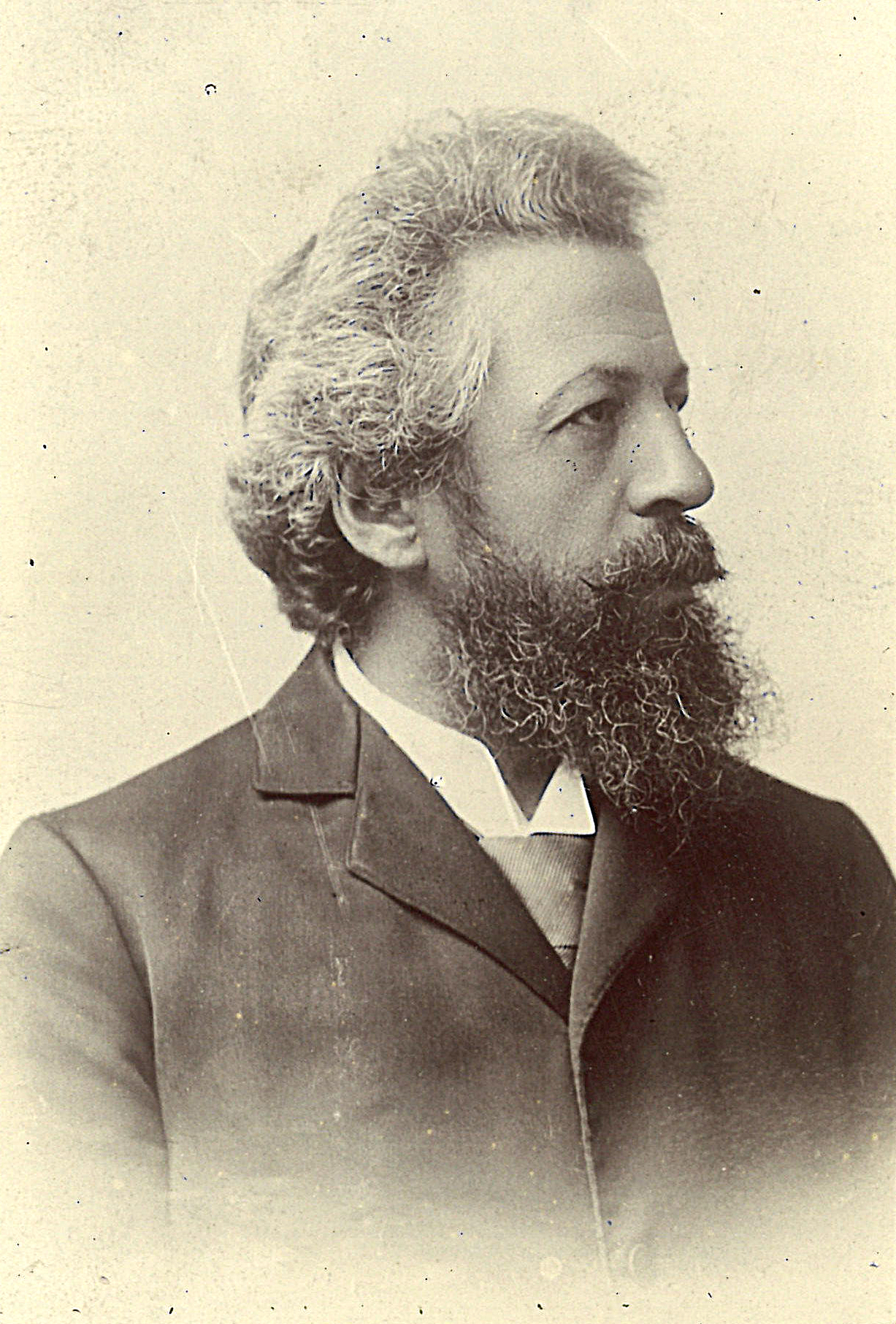
Josef Blaas in einem Fakultätsfotoalbum der Universität Innsbruck

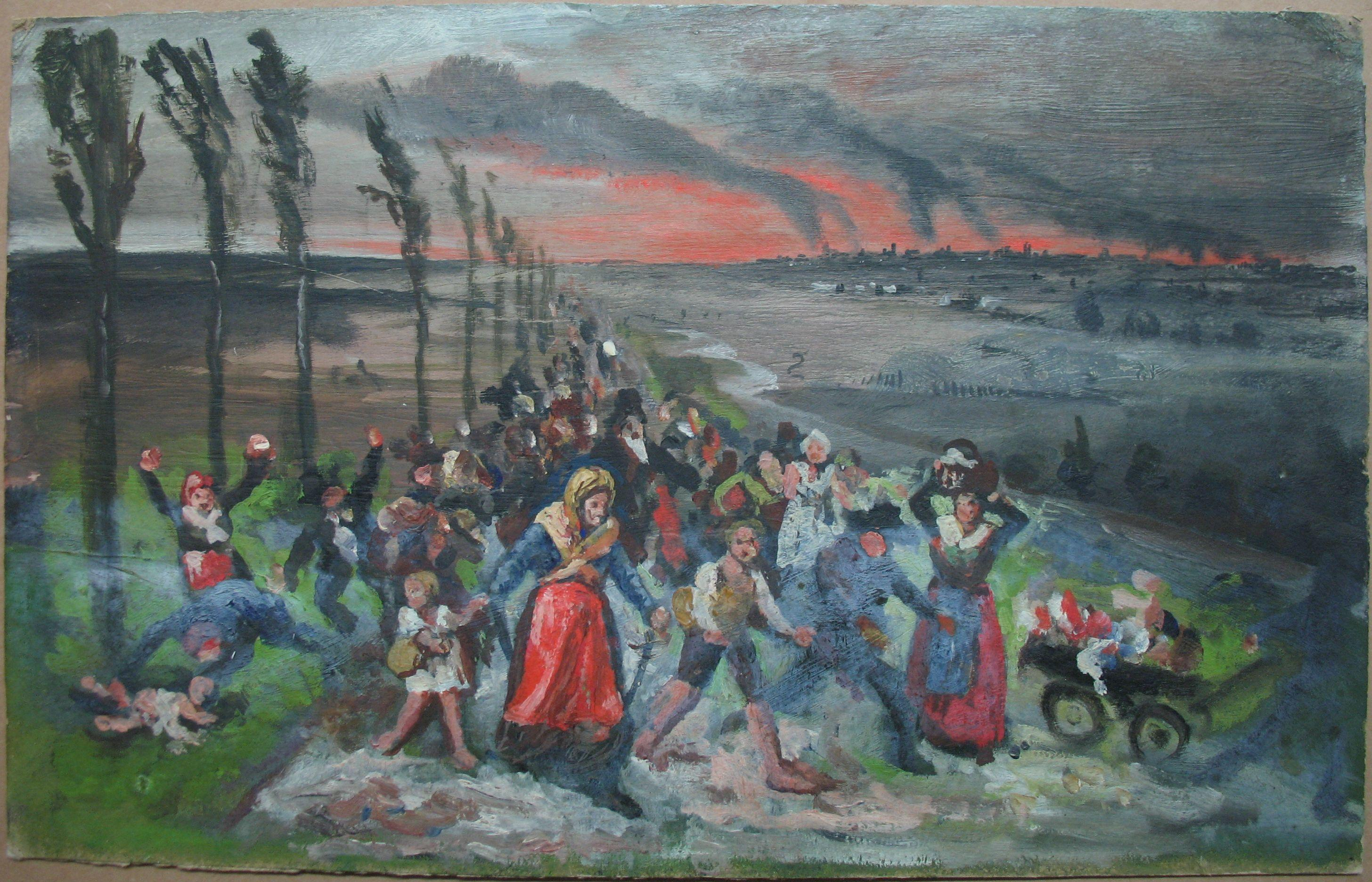
Josef Blaas: Flucht vor einem Stadtbrand, Öl auf Karton.

Josef Blaas (* 29. April 1851 in Innsbruck; † 11. Juli 1936 ebenda) war ein österreichischer Geologe, Mineraloge und Maler.

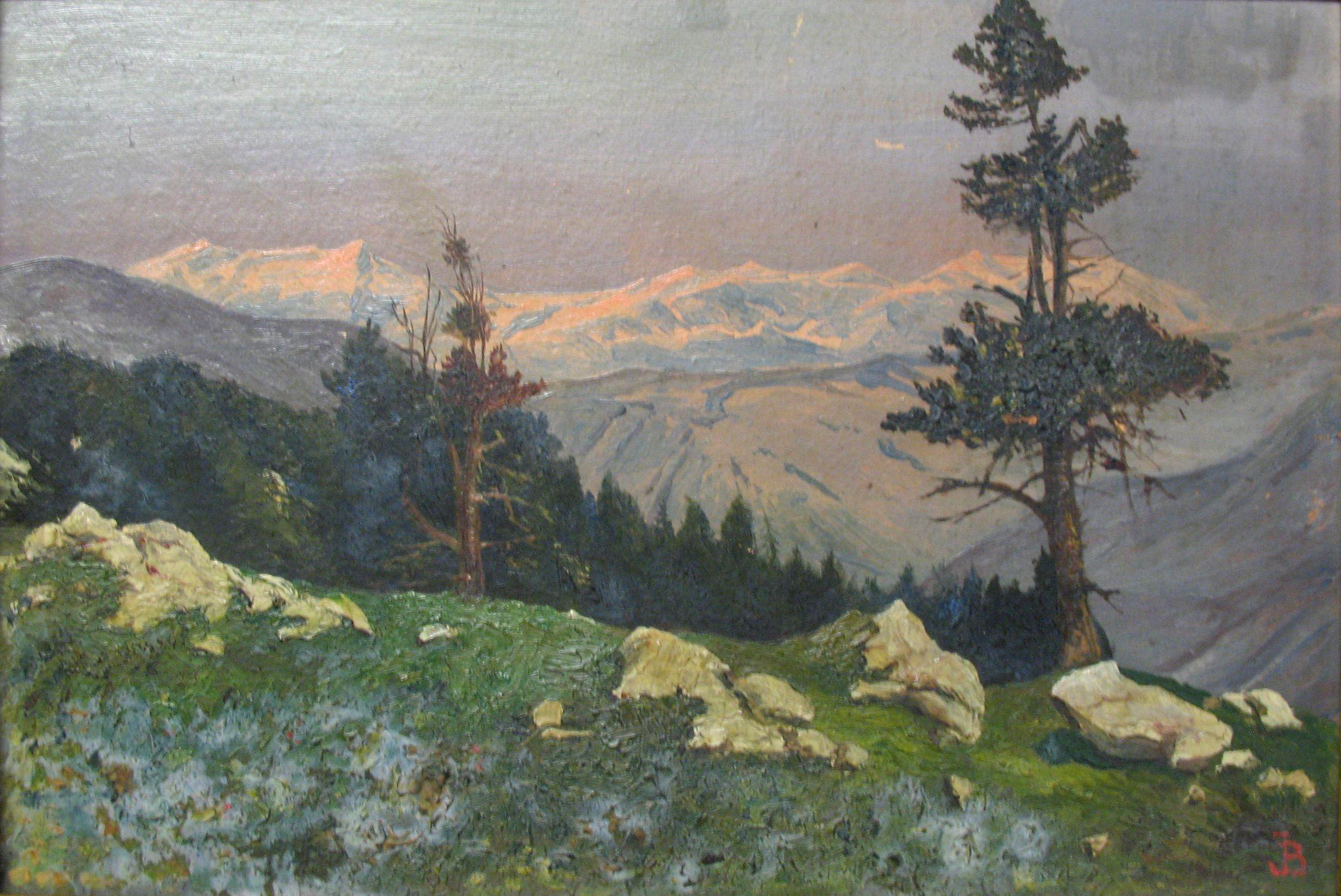
Blick vom Grödner Joch gegen Osten. Öl auf Leinen.

## Leben
Blaas absolvierte eine Lehre als Bildhauer. Bis 1870 arbeitete er in der Werkstatt des Bildhauers Michael Stolz (1820–1890). Er besuchte weiters das Gymnasium und studierte Naturwissenschaften, Mineralogie und Geologie an der Universität Innsbruck. Er wurde hier auch Mitglied des Akademischen Gesangsvereins.
Er unterrichtete ab 1881 an der Handelsakademie in Innsbruck und als Dozent für Mineralogie an der Universität Innsbruck. 1890 wurde er zum ordentlichen Professor ernannt und leitete das Geologische Institut in Innsbruck bis 1921. Sein Nachfolger wurde Raimund von Klebelsberg.
Blaas war Korrespondent der geologischen Reichsanstalt und Mitarbeiter der „Encyclopädie der Tierheilkunde“.

## Schriften

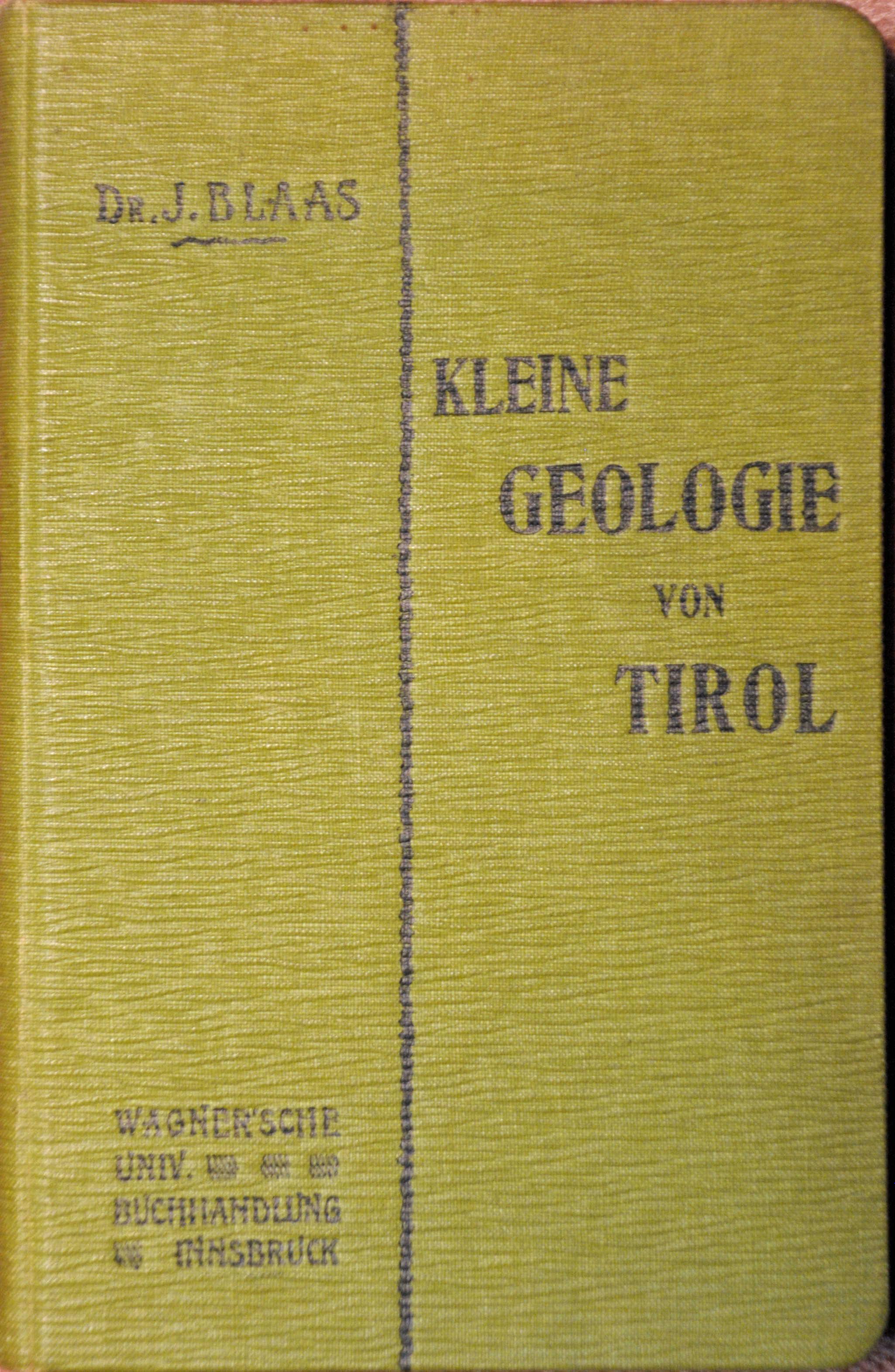
Geologischer Führer Tirols von Josef Blaas

- Ueber die Krystallform des Quecksilberoxychlorids. Berichte des naturwissenschaftlichen-medizinischen Verein Innsbruck 8_1, 1879, S. 85–89 (zobodat.at [PDF; 354 kB]).
- Katechismus der Petrographie. 1882.
- Beiträge zur Kenntniss natürlicher wasserhaltiger Doppelsulfate. Sitzungsberichte der Akademie der Wissenschaften mathematisch-naturwissenschaftliche Klasse 87, 1883, S. 141–163 (zobodat.at [PDF; 2 MB]).
- Über Roemerit, Botryogen und natürlichen Magnesia-Eisenvitriol. Sitzungsberichte der Akademie der Wissenschaften mathematisch-naturwissenschaftliche Klasse 88, 1883, S. 1121–1137 (zobodat.at [PDF; 1,1 MB]).
- Ueber Spuren des Culturmenschen im Löss bei Innsbruck. Berichte des naturwissenschaftlichen-medizinischen Verein Innsbruck 14, 1884, S. 1–20 (zobodat.at [PDF; 1 MB]).
- Notizen über die Glacialformation im Innthal. Verhandlungen der Geologischen Bundesanstalt 1884, S. 19–20 (zobodat.at [PDF; 320 kB]).
- Ueber eine neue Belegstelle für eine wiederholte Vergletscherung der Alpen. Verhandlungen der Geologischen Bundesanstalt 1884, S. 278–281 (zobodat.at [PDF; 456 kB]).
- Ueber die Glacialformation im Innthale. Veröffentlichungen des Tiroler Landesmuseums Ferdinandeum 3_29, 1885, S. 1–120 (zobodat.at [PDF; 9 MB]).
- Ein Beitrag zu den "pseudoglacialen" Erscheinungen. Verhandlungen der Geologischen Bundesanstalt 1886, S. 155.
- Die Höttinger Breccie und ihre Beziehung zur Frage nach einer wiederholten Vergletscherung der Alpen. Berichte des naturwissenschaftlichen-medizinischen Verein Innsbruck 18, 1889, S. 97–115 (zobodat.at [PDF; 954 kB]).
- Ueber sogenannte interglaciale Profile. Jahrbuch der Kaiserlich-Königlichen Geologischen Reichsanstalt 039, 1889, S. 477–482 (zobodat.at [PDF; 616 kB]).
- Erläuterungen zur geologischen Karte der diluvialen Ablagerungen in der Umgebung von Innsbruck. Jahrbuch der Kaiserlich-Königlichen Geologischen Reichsanstalt 040, 1890, S. 21–50 (zobodat.at [PDF; 3 MB]).
- Ueber gekritzte Serpentingeschiebe, die nicht glacial sind. Verhandlungen der Geologischen Bundesanstalt 1890, S. 119–121 (zobodat.at [PDF; 395 kB]).
- Notizen über diluvio-glaciale Ablagerungen im Innthalgebiete. Berichte des naturwissenschaftlichen-medizinischen Verein Innsbruck 19, 1891, S. 92–136 (zobodat.at [PDF; 2,1 MB]).
- Zur Vergletscherung des Innthals. Verhandlungen der Geologischen Bundesanstalt 1891, S. 215–218 (zobodat.at [PDF; 477 kB]).
- Beiträge zur Geologie von Tirol. Verhandlungen der Geologischen Bundesanstalt 1892, S. 217–222 (zobodat.at [PDF; 589 kB]).
- Beiträge zur Geologie von Tirol. Verhandlungen der Geologischen Bundesanstalt 1892, S. 350–353 (zobodat.at [PDF; 456 kB]).
- Bericht über den am 9. Juli 1892 bei Langen am Arlberg niedergegangenen Bergsturz. Verhandlungen der Geologischen Bundesanstalt 1892, S. 261–266 (zobodat.at [PDF; 580 kB]).
- Diluvialtorf bei Hopfgarten. Verhandlungen der Geologischen Bundesanstalt 1893, S. 91 (zobodat.at [PDF; 256 kB]).
- Nochmal die Höttinger Breccie. Verhandlungen der Geologischen Bundesanstalt 1894, S. 153–155 (zobodat.at [PDF; 381 kB]).
- Der Boden der Stadt Innsbruck. Eine geologische Skizze. Berichte des naturwissenschaftlichen-medizinischen Verein Innsbruck 22, 1896, S. 167–192 (zobodat.at [PDF; 1,8 MB]).
- Ueber die Lage der Schnittlinie von Terrainflächen und geologischen Ebenen. Jahrbuch der Kaiserlich-Königlichen Geologischen Reichsanstalt 046, 1896, S. 269–278 (zobodat.at [PDF; 985 kB]).
- Ueber Terrainbewegungen bei Bruck und Imming im vorderen Zillerthale. Verhandlungen der Geologischen Bundesanstalt 1896, S. 225–227 (zobodat.at [PDF; 391 kB]).
- Vom Eggenthal. Verhandlungen der Geologischen Bundesanstalt 1896, S. 227–230 (zobodat.at [PDF; 429 kB]).
- Geologischer Führer durch die Tiroler und Vorarlberger Alpen. 1902.
- Der Klinocompass. Jahrbuch der Kaiserlich-Königlichen Geologischen Reichsanstalt 053, 1903, S. 453–458 (zobodat.at [PDF; 606 kB]).
- Kleine Geologie von Tirol. Eine Übersicht über Geschichte und Bau der Tiroler und Vorarlberger Alpen für Schule und Selbstunterricht. 1907 (online auf tessmann.it).
- Aus dem Marauner Tal. Verhandlungen der Geologischen Bundesanstalt 1909, S. 300–302 (zobodat.at [PDF; 390 kB]).
- Ein Profil im vordern Pitztale. Verhandlungen der Geologischen Bundesanstalt 1909, S. 197–199 (zobodat.at [PDF; 385 kB]).
- Neue Pflanzenfunde in der Höttinger Breccie. Verhandlungen der Geologischen Bundesanstalt 1912, S. 268–272 (zobodat.at [PDF; 492 kB]).
- Der Terlagosee in Südtirol. Verhandlungen der Geologischen Bundesanstalt 1914, S. 287–304 (zobodat.at [PDF; 1,3 MB]).